# Igor Tomljenović
Igor Tomljenović (Sisak, 22. veljače 1963.) je hrvatski vizualni umjetnik i fotograf. Poznat je po svojim crno-bijelim portretima velikih formata koji ukazuju na socijalnu problematiku manjina. Bez obzira radi li se o pripadnicima različitih seksualnih opredjeljenja, ili djeci romske nacionalnosti, Igor tehnički precizano odrađuje fizionomiju subjekta, dok u isto vrijeme direktno i grubo sučeljava svoje protagoniste s publikom. Bez zadrške, straha i uzmaka, njegovi heroji direktno gledaju promatrača.

## Vanjske poveznice
- ULUPUH - Igor Tomljenović[neaktivna poveznica]
- Dvorac Vitturi: Otvorenje izložbe Igora Tomljenovića [neaktivna poveznica]